# Beethoven – Symfonie (Rattle)

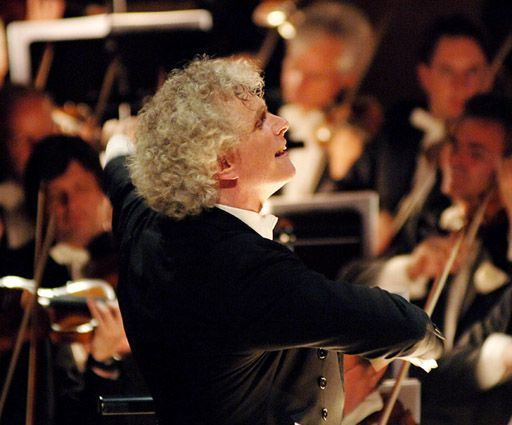
sir Simon Rattle

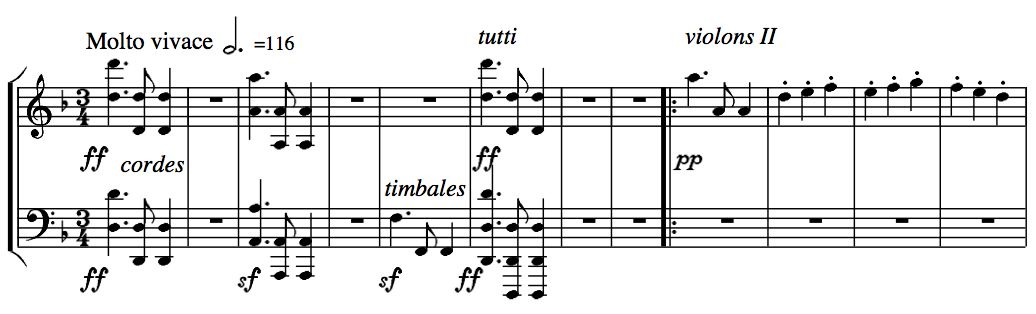
Początek Ody do radości

Beethoven – Symfonie (Rattle), (ang. Beethoven – Symphonies – Simon Rattle, Wiener Philharmoniker) – CD box zawierający na pięciu płytach kompletne wydanie symfonii Ludwiga van Beethovena z roku 2006 (wydawnictwo EMI Classics) wraz z folderem w językach niemieckim, angielskim i francuskim zawierającym krytyczne teksty dotyczące symfonii i wykonań oraz treść Ody do radości Fryderyka Schillera. Symfonie zostały nagrane na żywo w wiedeńskiej Musikverein na przełomie kwietnia i maja 2002 roku.

## Wykonawcy
- Wiener Philharmoniker pod dyrekcją sir Simona Rattla (całość)
- City of Bimingham Symphony Chorus pod dyrekcją Simona Halseya (w IX symfonii)

Śpiewacy:
- Barbara Bonney (sopran)
- Birgit Remmert (kontralt)
- Kurt Streit (tenor)
- Thomas Hampson (baryton)

## Zawartość
- CD 1 – symfonie: I i III (Eroica)
- CD 2 – symfonie: II i V
- CD 3 – symfonie: IV i VI (Pastoralna)
- CD 4 – symfonie: VII i VIII
- CD 5 – IX symfonia Beethovena (Chóralna)